# Everybody Oughta Sing a Song
Everybody Oughta Sing a Song è il secondo album di John Farnham, pubblicato nel 1968 per l'etichetta EMI.

## Tracce
1. "Everybody Oughta Sing A Song" (D. Frazier) - 2:18
2. "Jamie"  (H. Poulsen) - 2:28
3. "There Is No Season To My Love" (Q. Jones, D. Fields) - 2:24
4. "Two-Bit Manchild" (N. Diamond) - 3:01
5. "The Last Thing On My Mind" (T. Paxton) - 3:27
6. "Strollin'" (R. Reader) - 1:59
7. "Scratchin' Ma Head" (G. Fletcher, D. Flett) - 2:07
8. "I Don't Want To Love You" (D. Everly, P. Everly) - 2:48
9. "Confidentially" (R. Dixon) - 2:03
10. "Rose Coloured Glasses" (H. Poulsen) - 2:49
11. "Grand Unspeakable Passion" (P. Best) - 2:12
12. "Sunday Will Never Be The Same" (G. Pistilli, T. Cashman) - 2:58
13. "You Can Write A Song" (R. Cook, J. Neel) - 2:38